# Tomiko Itooka
Tomiko Itooka (ur. 23 maja 1908 w Osace, zm. 29 grudnia 2024 w Ashiya) – japońska superstulatka.

## Życiorys
Tomiko Itooka przyszła na świat 23 maja 1908 roku w mieście Osaka w prefekturze Osaka w Japonii jako druga (najstarsza córka) z trojga rodzeństwa.
Po ukończeniu szkoły podstawowej uczęszczała do szkoły dla dziewcząt (obecnie Osaka Jogakuin Junior and Senior High School) oraz należała do klubu siatkarskiego. Wyszła za mąż w wieku około 20 lat, rok później w wieku 21 lat urodziła najstarszą córkę. Miała dwie córki i dwóch synów. Podczas wojny zastępowała męża, który prowadził fabrykę tekstyliów w południowej Korei, a ona sama prowadziła japońskie biuro i wychowywała dzieci.
Po śmierci męża w 1979 r. przez około 10 lat mieszkała samotnie w mieście, w którym jej mąż się wychował, w prefekturze Nara. W tym okresie często lubiła wspinać się na górę Nijo, która graniczy z prefekturami Nara i Osaka. Dwukrotnie wspięła się także na górę Ontake (3000 m n.p.m.), która leży na granicy prefektur Nagano i Gifu. Przewodnik był zaskoczony, gdy wspięła się na górę, ponieważ miała na sobie zwykłe trampki zamiast butów trekkingowych.
Gdy miała 80 lat, dwukrotnie wzięła udział w pielgrzymce Osaka 33 Kannon (33 pielgrzymki do świątyń). Gdy miała 100 lat, wspięła się po długich kamiennych schodach świątyni Ashiya bez laski i oddała tam pokłon. Wielokrotnie odwiedzała świątynię Yakushi-ji w prefekturze Nara i lubiła pisać sutry.
W maju 2018 roku obchodziła 110. urodziny. Tomiko Itooka była najstarszą żyjącą osobą na świecie, zdobyła ten tytuł 19 sierpnia 2024 roku po śmierci Marii Branyas Morera. Tomiko była także najstarszą zweryfikowaną osobą w historii z prefektury Hyōgo. Wiek Tomiko Itooki został zweryfikowany przez Gerontology Research Group oraz przez LongeviQuest 21 maja 2022 roku.